# Raymond Foulché-Delbosc

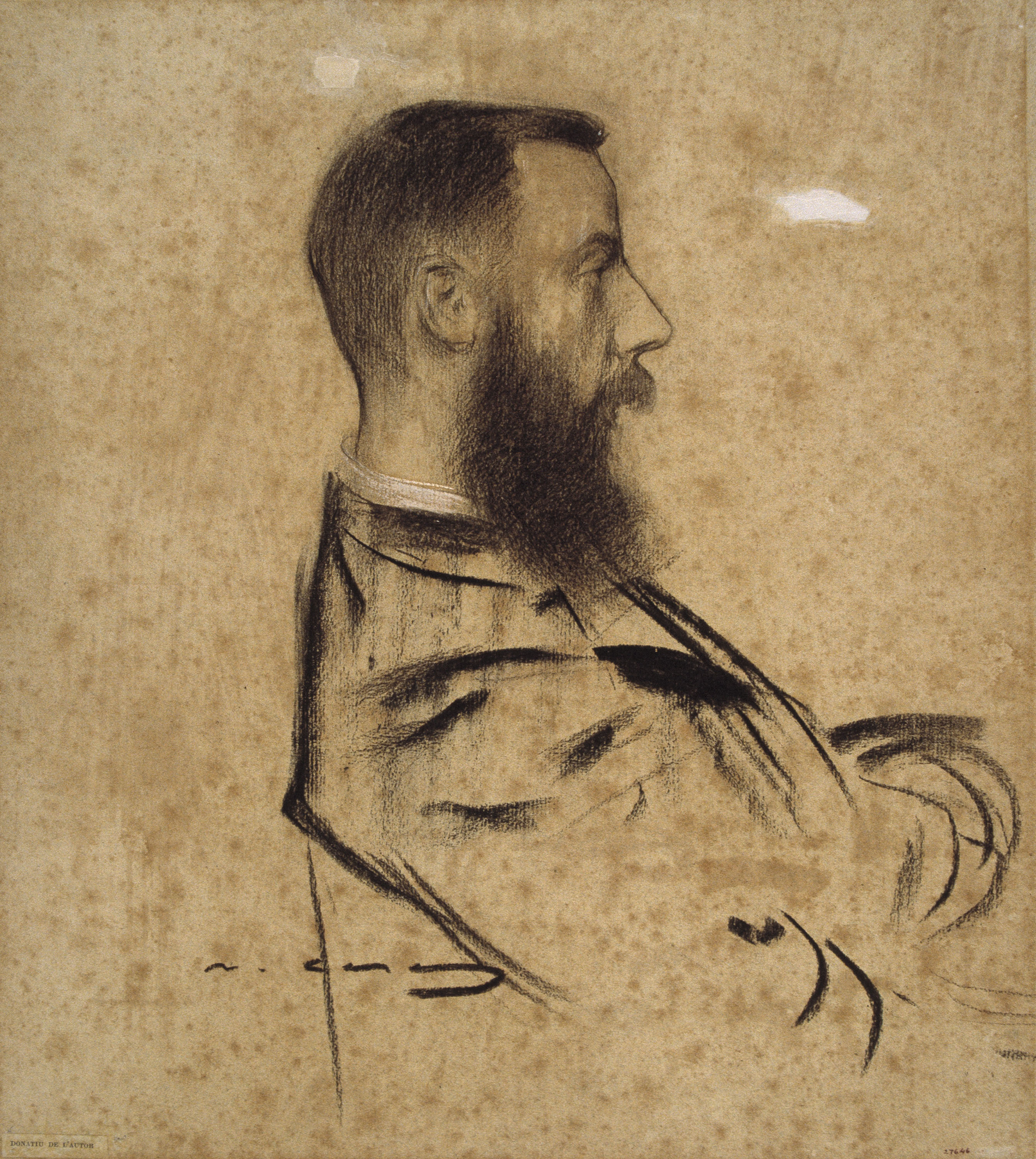
Raymond Foulché-Delbosc vom Ramon Casas (MNAC).

Raymond Foulché-Delbosc  (* 2. Januar 1864 in Toulouse; † 3. Juni 1929 in Paris) war ein französischer Romanist, Hispanist, Katalanist, Lusitanist, Übersetzer und Literaturwissenschaftler.

## Leben und Werk
Foulché-Delbosc studierte Spanisch, Portugiesisch, Arabisch und Rechtswissenschaft. Er war Schüler von Alfred Morel-Fatio, geriet aber mit seinem Lehrer in Konflikt. Von 1892 bis 1905 war er Professor an der École des hautes études commerciales de Paris.  Von 1894 bis zu seinem Tod gab er 81 Bände der von ihm (mit seinem Freund und Geldgeber H[enri]. Peseux-Richard)  gegründeten Zeitschrift Revue hispanique. Recueil consacré à l’étude des langues, des littératures et de l’histoire des pays castillans, catalans et portugais (mit angeschlossener Reihe Bibliotheca hispanica) heraus. 1898 empfand er die Gründung der Zeitschrift Bulletin Hispanique (Bordeaux) als feindlichen Akt und zog eine klare Trennlinie, insofern er nur Beiträger akzeptierte, die nicht gleichzeitig bei der Konkurrenz publizierten. 1905 übernahm die soeben gegründete Hispanic Society of America die Finanzierung der Revue hispanique, die sich der weltweiten Hispanistik öffnete.

## Werke

### Handbücher
- Grammaire espagnole, Paris 1888 (339 Seiten)
- Exercices espagnols, Paris 1892
- Abrégé de grammaire portugaise, Paris 1894 (268 Seiten)
- Abrégé de grammaire catalane, Barcelone 1902 (237 Seiten)
- Abrégé de grammaire espagnole, Paris 1904
- (mit Louis Barrau-Dihigo) Manuel de l’hispanisant, New York 1920-1925, 1959 (976 Seiten)

### Forschung (Auswahl)
- (Übersetzer) José de Espronceda, L’Étudiant de Salamanque [1837], Paris 1893, 1986
- Proverbes judéo-espagnols, Paris 1895; 1313 proverbios judeo-españoles,  Barcelona 2006
- Bibliographie des voyages en Espagne et en Portugal, Paris 1896, Amsterdam 1969, Madrid 1991
- Bibliographie de Góngora, New York/Paris 1908
- Bibliographie hispano-française  1477-1700, in: Revue hispanique 1912-1914, New York 1962
- (Hrsg.) Cancionero Castellano del siglo XV, Madrid 1912-1915
- (Hrsg.) Obras poéticas de Luis de Góngora y Argote, Paris/New York 1921 (erste moderne Ausgabe)